# Bundesstraße 7a
Pour les articles homonymes, voir Route 7A.
La Bundesstraße 7a était une Bundesstraße dans le Land de Thuringe.

## Géographie
La B 7a servait de voie de desserte de la Bundesstraße 7 près d'Eisenach/Krauthausen à la sortie de Herleshausen de la Bundesautobahn 4. Le B 7a se termine à la frontière Thuringe/Hesse et se dirige du côté de la Hesse jusqu'à la Landesstraße 3251 en direction de Herleshausen. Elle reliait l'usine Opel Eisenach et le parc industriel de Stedtfeld à l'autoroute. À cet effet, le tunnel de Hörschel est construit en 1998 en dessous du pont autoroutier de Hörschel et coupe le Hörschelberg, reliant ainsi la Landesstraße 1021 au nord de Hörschel à la B 7a.

## Histoire
La route est aménagée en 1939 en tant que route de desserte de construction et route de contournement pour le pont de la vallée de la Werra, qui restait à construire, dans le cadre de la Reichsautobahn d'Eisenach à Bad Hersfeld d'une largeur de 7 mètres en construction asphaltée. Au sud de Spichra, elle franchissait la Werra par un pont de bois, puis suivait le tracé de la ligne de Schwebda à Wartha et longeait parallèlement la ligne de Halle à Bebra au pied du Kielforst jusqu'à Herleshausen.
Après la Seconde Guerre mondiale, elle sert de voie de transit temporaire entre les points de contrôle frontaliers de Herleshausen et Wartha pendant la période de division allemande. Ce n'est qu'avec l'achèvement de l'autoroute entre Eisenach-West et Herleshausen et le poste-frontière de Wartha-Herleshausen en 1984 que cette solution temporaire est devenue inutile.
En 2009, la B 7a a été déclassée en Landesstraße 1017.